# Sara Blanch
Sara Blanch (Darmós, municipio de Tivisa, provincia de Tarragona, 1989) es una cantante lírica española que posee la tesitura de soprano. 
En 2013 actuó en el Teatro Rossini de Pésaro y en 2015 representó el papel de Elvira de La italiana en Argel de Gioachino Rossini en el Festival de Rossini in Wildbad (Alemania). En 2017 representó el papel de la Reina de la Noche de La flauta mágica de Mozart en el Teatro de la Maestranza de Sevilla. A lo largo de 2017 tiene prevista representaciones en el Gran Teatro del Liceo de Barcelona, el Teatro Real de Madrid y el Teatro de la Zarzuela.